# Triều đại Chet Tôn
Các triều đại Chet Tôn (tiếng Thái: เชื้อ เจ็ดตน; RTGS: Chuea Chet Tôn; phát âm tiếng Thái: [tɕʰɯa.tɕèt.ton], Bản mẫu:IPA -nod; có nghĩa là "triều đại của bảy lãnh chúa"), cũng viết Jedton, hoặc chính thức triều Thipchak (tiếng Thái: ราชวงศ์ทิพย์จักร) là một triều đại cai trị 3 tiểu bang phía bắc của Xiêm. Bao gồm Chiang Mai lớn nhất, Lampang và Lamphun.

## Lịch sử

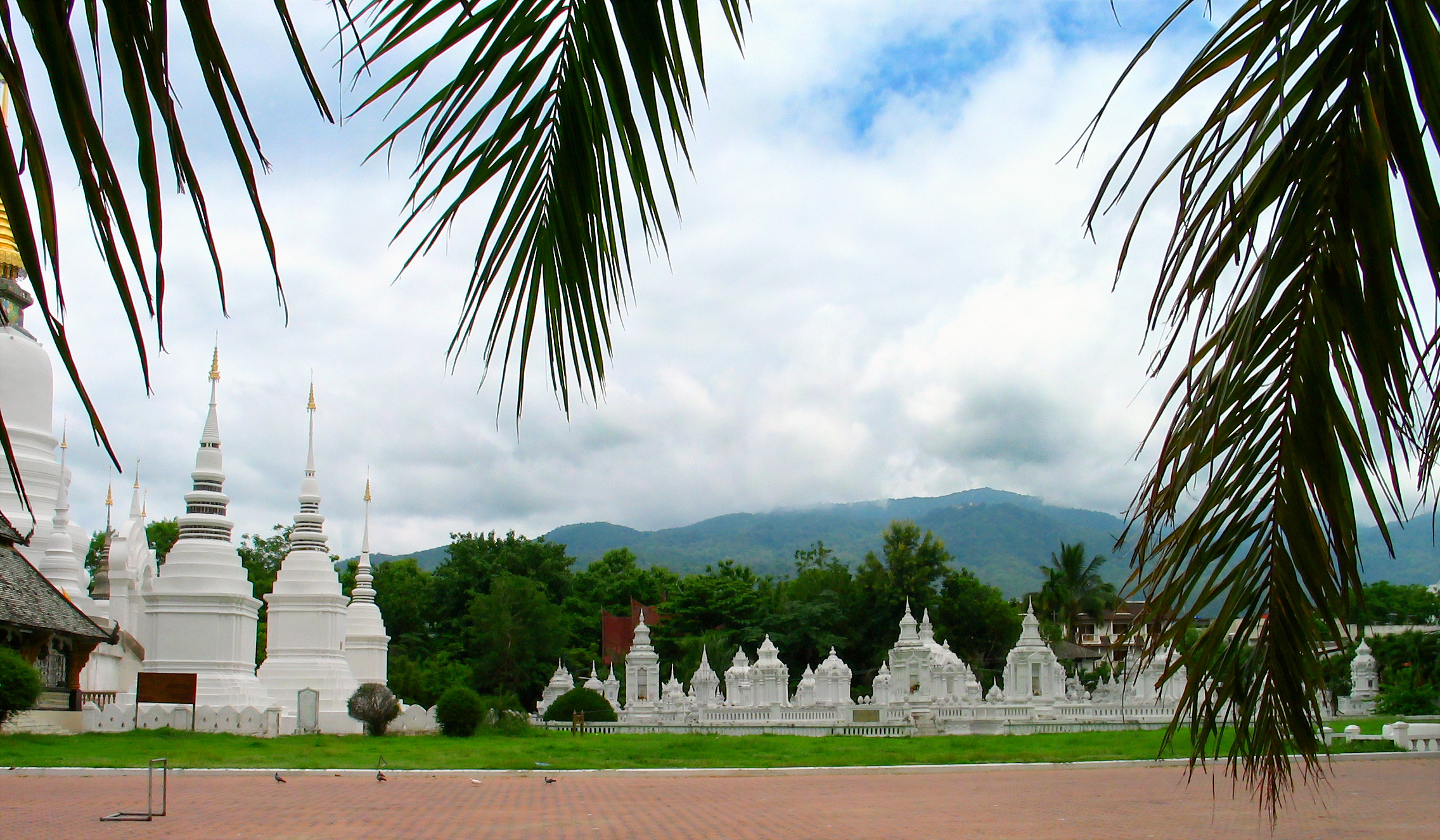
The Royal cemetery of the Chet Ton Dynasty at Wat Suan Dok, Chiang Mai.

Nó được thành lập vào cuối triều đại của vua Thái Sa của Ayutthayaby Thipchang của Nan, một quản tượng và người ở rừng người được bổ nhiệm cai trị của Lampang thành phố cho hành động quân sự tốt. Sau đó cháu trai của mình, kêu gọi vua Kavila, giúp khôi phục lại miền nam Lanna với sự giúp đỡ của quân đội hoàng gia của vua Taksin Đại đế của Thonburi.
Các triều đại Chet Tôn được chú ý vì có quan hệ được hình thành với triều đại lanna lớn tuổi khác như các triều đại Mangrai và Chiengsaen trong đó vua Mangrai Đại và Phya Ngammuang là thành viên tương ứng từ đó kết hợp chúng vào triều đại thông qua hôn nhân.
Hơn nữa, nhiều thành viên nữ của triều Chet Tôn kết hôn với thành viên của triều đại Chakri; hai ví dụ đáng chú ý là công chúa Sri Anocha, em gái của vua Kavila Chiang Mai và vợ của Maha Sura Singhana là twho em trai và tay phải của vua đầu tiên của triều đại Chakri của Xiêm, và công chúa Dara Rasmi, con gái của vua Inthawichayanon Chiang Mai và một trong những phu nhân chúa của Chulalongkorn, vua Rama V của Siam. Nó được tổ chức rằng đó là một mối quan hệ giữa hai triều đại, giả mạo từ buổi bình minh của Bangkok Era, chứng minh để giúp dễ dàng chuyển đổi của Lanna vào vùng đất của Xiêm thích hợp.

### Bảy lãnh chúa củaThipchak
1. Kawila (กาวิละ), 3 Thước Lampang và Thước 1 của Chiang Mai
2. Khamsom (คำสม), 4th Ruler of Lampang
3. Thammalangka (ธัมลังกา), 2nd Ruler of Chiangmai
4. Duangthip (ดวงทิพย์), 5th Ruler of Lampang
5. Moolah (หมูหล้า), Viceroy of Lampang
6. Khamfan (คำฟั่น), 1st Ruler of Lamphun and 3rd Ruler of Chiangmai
7. Boonma (บุญมา), 2nd Ruler of Lamphun

## Niêm phong
Con dấu của triều Chet Tôn là con dấu đại diện cho những người gắn hậu tố hoàng na Lampang đến tên của họ, thông qua xuống từ trước khi cải cách phân chia đất đai truyền thống đã được áp đặt. Con dấu cho thấy một con gà trống đứng màu trắng trên một bệ tinh bao quanh bởi hoa các loại. con dấu này có thể vẫn còn lưu giữ trong đó Chúa Subhadra Bhubanija Charoenkula Viratana Kasem na Lampang.